# بيرل لانغ
بيرل لانغ (بالإنجليزية: Pearl Lang)‏ هي راقصة أمريكية، ولدت في 29 مايو 1921 في شيكاغو في الولايات المتحدة، وتوفيت في 24 فبراير 2009 في مانهاتن في الولايات المتحدة بسبب نوبة قلبية.

## وصلات خارجية
- بيرل لانغ على موقع IMDb (الإنجليزية)
- بيرل لانغ على موقع قاعدة بيانات برودواي على الإنترنت (الإنجليزية)